# SS기갑여단 그로스
SS기갑여단 그로스(SS-Panzerbrigade Groß)는 제2차 세계 대전 당시 나치 독일 무장친위대의 판처여단 중 하나이다. 여단장은 마르틴 그로스 상급돌격대지도자였으며 2개 보병대대, 1개 기갑대대, 1개 통신대대, 1개 돌격포대대, 1개 공병중대, 1개 대공포중대로 이루어져 있었다.